# Cantique à Marie
Le Cantique à Marie, op. 122, est une œuvre de Mel Bonis, composée en 1927.

## Composition
Mel Bonis compose son Cantique à Marie sur un texte anonyme en 1927. L'œuvre est dédiée « à Françoise Domange pour la guérison de son fils Claude ». Les deux manuscrits qui existent datent de 1927 et portent les mentions « À l'occasion de la guérison de Claude » et « à publier ». L'œuvre n'a pourtant été éditée qu'à titre posthume par les éditions Armiane en 2005, puis rééditée par la même maison d'édition en 2014.

## Analyse
Le Cantique à Marie fait partie du genre du cantique, mais brouille les frontières entre mélodie et musique sacrée, selon Mylène Dubiau. Il reprend cependant l'idée d'un chant de louange à caractère religieux.

## Sources
- Étienne Jardin, Mel Bonis (1858-1937) : parcours d'une compositrice de la Belle Époque, 2020 (ISBN 978-2-330-13313-9 et 2-330-13313-8, OCLC 1153996478, lire en ligne)